# Општина Прилеп
Општина Прилеп (мкд. Општина Прилеп) је једна од 9 општина Пелагонијског региона у Северној Македонији. Седиште општине је истоимени град Прилеп.

## Положај
Општина Прилеп налази се у јужном делу Северне Македоније и погранична је према Грчкој на југоистоку. Са других страна налазе се друге општине Северне Македоније:
- североисток — Општина Чашка
- исток — Општина Кавадарци
- југ — Општина Новаци
- југозапад — Општина Могила
- запад — Општина Кривогаштани
- северозапад — Општина Долнени

## Природне одлике
Рељеф: општина Прилеп, као највећа у Северној Македонији, протеже се кроз велике области Пелагонија и Маријово. Западни део општине је равничарски, тзв. Прилепско поље, док је средишњи и источни део планински — на северу планина Бабуна, на југу Козјак, на југозападу Селечка планина.
Клима: у општини влада оштрија варијанта умерене континенталне климе због знатне надморске висине.
Воде: Црна Река је највећи водоток у општини и сви водотоци су њене притоке.

## Становништво
Општина Прилеп имала је по последњем попису из 2002. г. 76.768 ст., од чега у седишту општине, граду Прилепу, 66.246 ст. (87%). Општина је средње густо насељена, али је сеоско подручје веома ретко насељено.
Национални састав по попису из 2002. године био је:
|           | Број   | Постотак |
| Укупно    | 76.768 | 100%     |
| Македонци | 70.878 | 92,3%    |
| Роми      | 4.433  | 5,8%     |
| Турци     | 917    | 1,2%     |
| Срби      | 172    | 0,2%     |
| остали    | 368    | 0,5%     |

## Насељена места
У општини постоји 59 насељених места, једно градско (Прилеп) и 58 сеоска:
| - Прилеп - Алинци - Беловодица - Беровци - Бешиште - Бонче - Вепрчани - Веселчани - Витолиште - Волково | - Врпско - Галичани - Голем Радобиљ - Големи Коњари - Гуђаково - Дабница - Дрен - Дуње - Ерековци - Живово | - Загорани - Кадино Село - Кален - Канатларци - Клепач - Кокре - Крушевица - Крстец - Лениште - Лопатица | - Мажучиште - Мали Коњари - Мали Радобиљ - Мали Рувци - Манастир - Маруљ - Никодин - Ново Лагово - Ореовец - Пештани | - Плетвар - Подмол - Полчиште - Прилепец - Присад - Ракље - Селце - Смољани - Старо Лагово - Топлица | - Тројаци - Тополчани - Тројкрсти - Царевић - Чаниште - Чепигово - Чумово - Шелеверци - Штавица |  |